# Siringe station

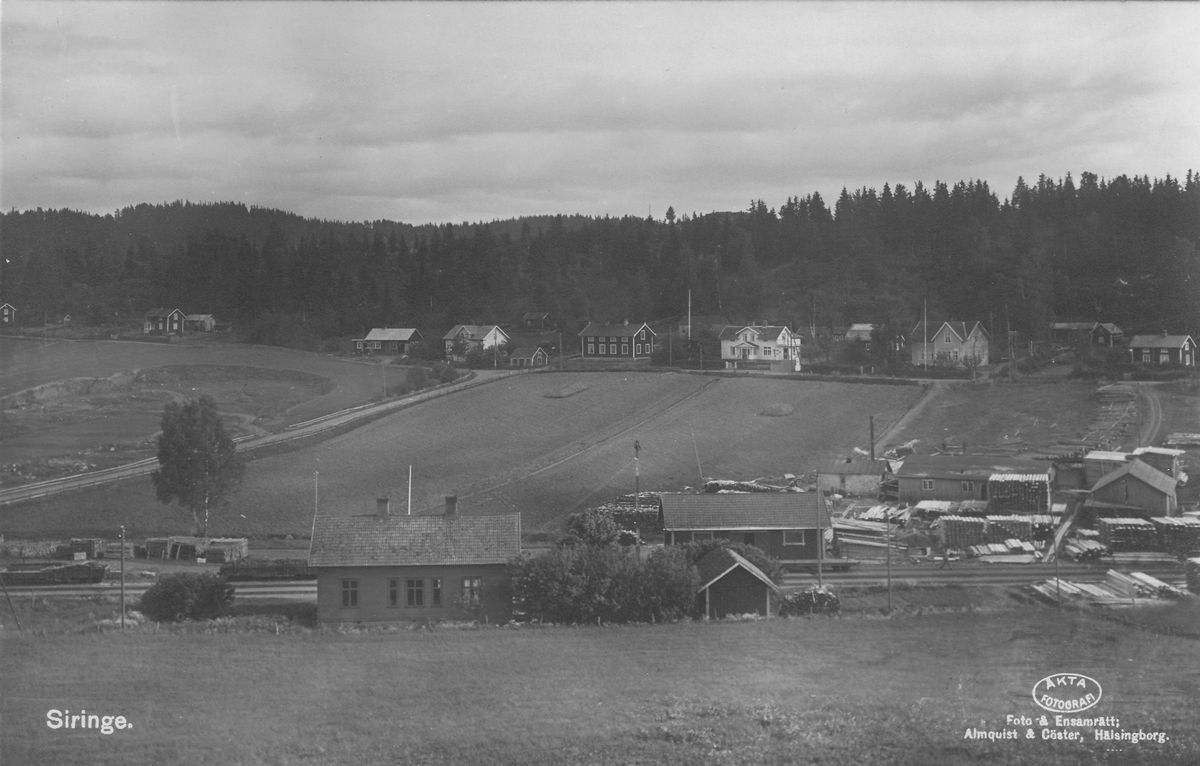
Siringe station i Siringe by

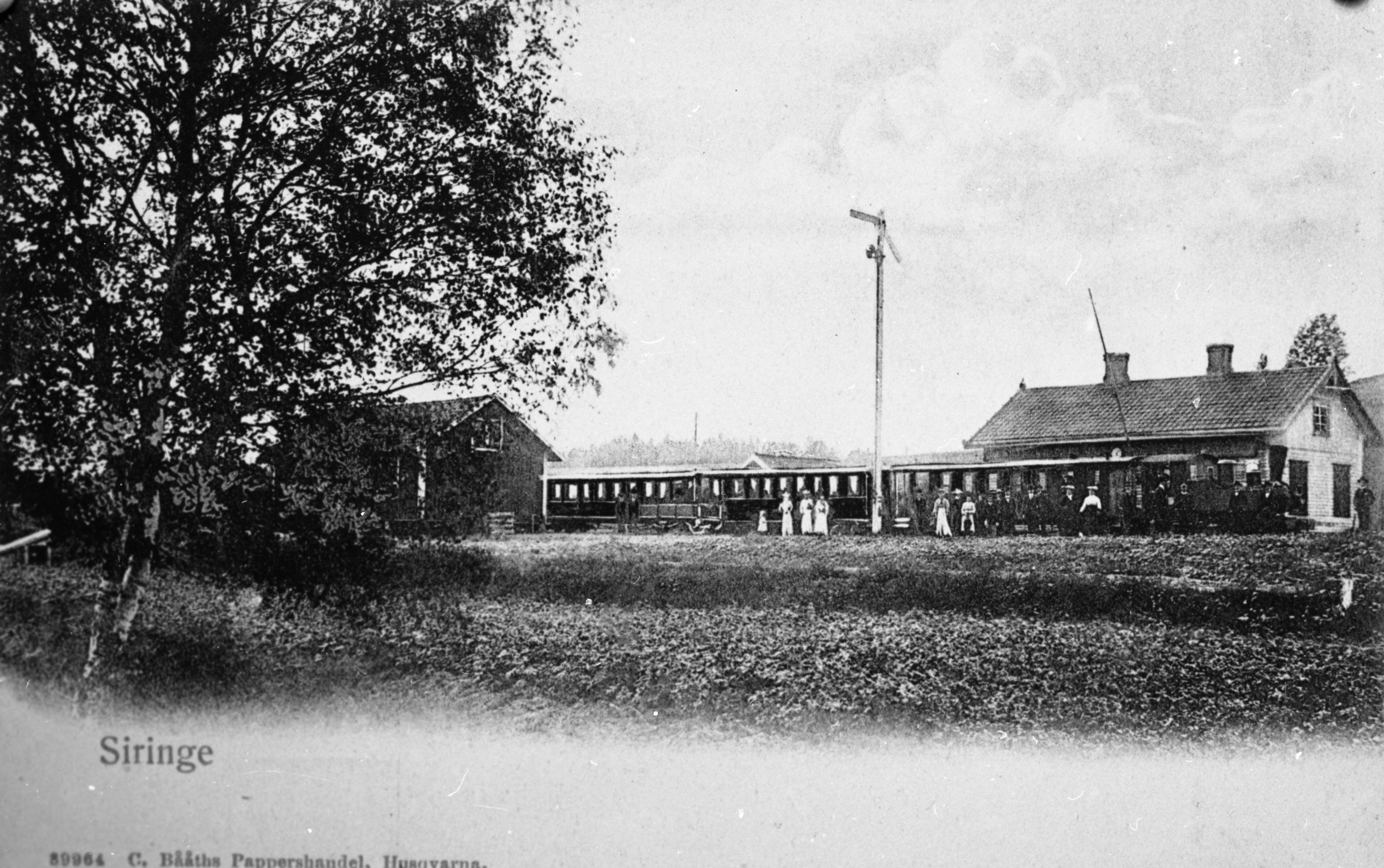
Siringe station med tåg från Vireda till Jönköping Östra station

Siringe station var en station på Jönköping–Gripenbergs Järnväg mellan 1899 och 1935. Den låg i Ölmstads socken norr om Huskvarna i nuvarande Jönköpings kommun. Stationen låg omkring fyra kilometer norr om Lyckås Gårds station och omkring tre kilometer söder om Brötjemarks station. 